# Gzuz
Gzuz, de son vrai nom Kristoffer Jonas Klauß, né le 29 juin 1988 à Hambourg, est un rappeur allemand. Son nom de scène est un acronyme pour « Ghetto Zeug unzensiert ».

## Biographie
Les parents de Kristoffer Jonas Klauß divorcent alors qu'il n'est encore qu'un bébé. Après la séparation de ses parents, Klauß et sa sœur grandiront avec leur mère à Hambourg. Selon ses propres termes, « les gens qui gagnent de l'argent dans les rues de St. Pauli m'ont toujours fasciné » ; il décidera également de jouer dans la rue. Klauß est, depuis 2006, sous le nom de Gzuz, membre du crew de hip-hop local 187 Strassenbande.
En octobre 2010, il est condamné à trois ans et six mois de prison pour vol. Pendant son incarcération, son crew 187 Strassenbande termine sa tournée Free Gzuz Tour en 2012, militant pour sa libération. Après sa libération en 2013, il participe à la tournée suivante. En 2014, avec Bonez MC, il sort l'album High und hungrig, qui occupe la 9e place des classements en Allemagne.
Le 9 octobre 2015 sort son album solo Ebbe und Flut. Il atteint la deuxième place des charts allemands. Le 27 mai 2016, il sort l'album High und hungrig 2 avec Bonez MC. Il se hisse au premier rang des classements d'album, et est certifié disque d'or. En juin 2016, la chanson Ahnma est publiée et s'accompagner d'un clip.

## Discographie

### Albums studio
- 2015 : Ebbe und Flut
- 2018 : Wolke 7

### Collaborations
- 2014 : High und hungrig (avec Bonez MC)
- 2016 : High und hungrig 2 (avec Bonez MC)

## Distinctions
- 2016 : HANS - Der Hamburger Musikpreis ; catégorie « chanson de l'année » pour Ahnma avec Beginner & Gentleman
- 2016 : Preis für Popkultur catégorie Lieblingsvideo pour Ahnma avec Beginner & Gentleman
- 2016 : Hiphop.de Awards/Juice Awards : « meilleur punchline » pour Cabrio: Check! Glas wird geext / Na klar gibt es Sex, weil ich parshippe jetzt![4],[5]